# زیردریایی یو-۴۷۳
زیردریایی یو-۴۷۳ (به انگلیسی: German submarine U-473) یک زیردریایی بود که طول آن ۶۷٫۱ متر (۲۲۰ فوت ۲ اینچ) بود. این زیردریایی در سال ۱۹۴۳ ساخته شد.